# Straubing-Bogen járás
Straubing-Bogen járás egy járás Bajorországban. Straubing-Bogen járás Straubing, Landshut, Dingolfing-Landau, Deggendorf, Regen, Cham és Regensburg járásokkal határos. Lakosainak száma 81 062 fő (1987. május 25.).
Adminisztratív együttmükosések (Verwaltungsgemeinschaften)
1. Aiterhofen (Aiterhofen és Salching)
2. Hunderdorf (Hunderdorf, Neukirchen és Windberg)
3. Mitterfels (Mitterfels, Ascha, Falkenfels és Haselbach)
4. Rain (Aholfing, Atting, Perkam és Rain)
5. Schwarzach (Schwarzach, Gemeinden Mariaposching, Niederwinkling és Perasdorf)
6. Stallwang (Loitzendorf, Rattiszell és Stallwang)
7. Straßkirchen (Irlbach és Straßkirchen)

## Népesség
A járás népessége az elmúlt években az alábbi módon változott:
| Lakosok száma | 78 366 | 78 503 | 81 062 | 96 667 | 97 323 | 97 967 | 98 806 | 99 221 | 99 838 |
|               | 1973   | 1978   | 1987   | 2012   | 2013   | 2014   | 2015   | 2016   | 2017   |